# 伊庭隆
伊庭 隆（いばたかし、1952年6月9日 - ）は、東京都練馬区出身の俳優。血液型はA型。

## 出演
子供向け
- おかあさんといっしょ(1983年4月 - 1984年3月) - 『四つの部屋』のコーナーにレギュラー出演

ドラマ
- 恐竜戦隊ジュウレンジャー(第12話) - ミチのパパ役

映画
- 曽根崎心中(1978年) - 長蔵役